# پفی‌مرغ کلاه‌دودی
پفی‌مرغ دودی (نام علمی: Bucco noanamae) گونه‌ای از پرندگان خانواده پفی‌مرغان (Bucconidae) (شامل پفی‌مرغ‌ها، راهبک‌ها و مرغ‌های راهبه) و بومی کلمبیا است.

## پراکندگی و زیستگاه
پرنده پفی‌مرغ دودی تنها در امتداد سواحل کلمبیا از خلیج اورابا در جنوب تا رودخانه سن خوان یافت می‌شود. در جنگل‌های رشد اولیه و ثانویه مرطوب و مرطوب و مناطق غیرجنگلی مجاور زندگی می‌کند. در بوته‌زارها نیز یافت می‌شود. در همه مناطق تمایل به کم ماندن در پوشش گیاهی دارد. در ارتفاع از سطح دریا تا ۱۰۰ متر (۳۳۰ فوت) متغیر است.